# McRib
 (janvier 2015).
Si vous disposez d'ouvrages ou d'articles de référence ou si vous connaissez des sites web de qualité traitant du thème abordé ici, merci de compléter l'article en donnant les références utiles à sa vérifiabilité et en les liant à la section « Notes et références ».
McRib est une marque commerciale et un sandwich à base de côte de porc commercialisé par la chaîne de restauration rapide McDonald's en Allemagne, au Luxembourg, aux États-Unis et au Canada. Au Québec et au Nouveau-Brunswick, il est nommé le McCôte.

## Histoire
Le McRib apparaît dans le menu en 1981. Il commence à être commercialisé à proximité de Kansas City. Il est conçu par Sébastien Reeb et René Arend, natif du Luxembourg qui a aussi inventé les Chicken McNuggets en 1979.
L’histoire racontée par un représentant de la firme McDonalds Suisse dit que René Arend, autrefois très proche ami de Sébastien Reeb, s’était une fois rendu au domicile de ce dernier et avait observé un sandwich que Sébastien avait préparé pour son dîner. C'est de ce sandwich que le McRib prend racine, avec quelques modifications apportées par René Arend.